# Беке, Йоханнес де
Йоханнес де Беке, или Ян ван дер Беке (нидерл. Johannes de Beke, или Johan van der Beke, или Jan Beke, нем. Johannes de Beka или Ioannes de Beka, лат. Johannes Becanus) — нидерландский хронист первой половины XIV века, монах-бенедиктинец из аббатства Св. Адальберта в Эгмонде, автор «Хронографии» (лат. Chronographia), или «Хроники Голландии, Зеландии и Фризии» (фр. Cronicque de Hollande, de Zeellande et de Frise), известной также под названием «Хроники Утрехтских епископов» (лат. Chronicon de episcopis Ultrajectinis).

## Жизнь и труды
Биографические данные практически отсутствуют, возможно, являлся уроженцем Стоутенбурга близ Амерсфорта (совр. провинция Утрехт) и выходцем из рыцарской семьи. Не позже 1316 года получил сан священника, после чего служил настоятелем церкви сначала в Ниендамме, а затем в приходской церкви Пейнаккера. В 1320-х годах принял постриг в бенедиктинском аббатстве Св. Адальберта в Эгмонде, близ Бергена, в Северной Голландии.
Между 1340 и 1346 годами составил в своей обители на латыни «Хронографию» (лат. Chronographia), или «Хронику Голландии, Зеландии и Фризии» (фр. Cronicque de Hollande, de Zeellande et de Frise), которую посвятил епископу Утрехта Яну ван Аркелю и графу Голландии Виллему V Баварскому, возможным заказчикам своего сочинения. Несмотря на почти семилетнюю работу над хроникой, она так и осталась неоконченной.
В основу этого компилятивного по своему характеру труда, излагающего историю утрехтских епископов и графов Голландии и Зеландии со времён Древнего Рима до 1346 года, легла «Рифмованная хроника» предшественника де Беке — нидерландского летописца Мелиса Стоке (1235—1305), служившего секретарём у графа Флориса V (1256—1296). Другими источниками для неё послужили: «Эгмондские анналы», продолжение хроники Эгмондского аббатства за 1205—1332 годы Виллема Прокуратора (лат. Willelmi Chronicon Monachi, et Procuratoris Egmondani), энциклопедия «О свойствах вещей» (лат. De proprietatibus rerum) Бартоломея Английского (1250), а также жития Иеронима Стридонского, Григория Великого, Св. Бонифация, Виллиброрда, Адальберта Эгмондского, Радбода Утрехтского и пр.
Очевидно, основной целью де Беке было историческое обоснование государственного единства графств Голландии и Зеландии, а также наследных прав их правителей, вкупе с выработкой идеологической основы для национального примирения между голландцами и фризами.
Некоторые исследователи считают «Хронографию» де Беке «крайне ненадежной» в отношении фактов и хронологии, однако не позже 1396 года она была переведена на среднеголландский язык, а в XV веке являлась одним из наиболее популярных нидерландских эпических источников, будучи, в частности, использованной анонимным автором «Тилских анналов» (лат. Annales Tielensis).
«Хронография» Йоханнеса де Беке, записи в которой оканчиваются 24 сентября 1346 года, имеет три продолжения, представляющих самостоятельную историческую ценность, первое, принадлежащее Питеру Суффридию (лат. Suffridi Petri), до 1393 года, второе, анонимное, до 1431 года, и, наконец, третье — до 1529 года. Вместе со всеми этими продолжениями, дополненными «Историей утрехтских епископов» Виллема Хеды (1521), она впервые была напечатана в 1612 году в Франекере Ромбертусом Дойемой, а затем переиздана в 1643 году в Утрехте Яном ван Дорном.
Латинский текст «Хронографии» де Беке сохранился в нескольких рукописях XIV—XV веков, лучшими из которых признаются хранящиеся в Королевской библиотеке Бельгии в Брюсселе (MS 10 B 30) и в Музее книги Меерманно в Гааге (MS 7935-7958), а также манускрипт из библиотеки Лейденского университета (MS BPL 2429), принадлежавший известному правоведу Филипсу ван Лейдену (ум. 1382). Среднеголландский перевод дошёл до нас, как минимум, в 12 рукописях, а в Национальной библиотеке Франции в Париже хранится иллюминированный манускрипт (MS fr. 9002) перевода французского, выполненного около 1455 года по заказу Вольферта ван Борселена.
В 1973 году в Гааге под редакцией проф. Х. Бруха подготовлена была реконструированная оригинальная латинская версия «Хронографии» де Беке. Микрофотокопии использованных при этом рукописей, собранные редактором, переданы были в отдел специальных коллекций Королевской Национальной библиотеки Нидерландов.

## Публикации
- Historia veterum episcoporum Vltraiectinae sedis, & comitum Hollandiae, explicata Chronico Iohannis de Beca canonici Vltrajectini ab anno nativitatis Christi usque ad annum 1345... — Franeqvera: Exc. Rombertus Doyema, 1612. — pp. 1–192.
- Ioannes de Beka canonicus Ultrajectinus. textsHistoria veterum episcoporum Vltraiectinae sedis, & comitum Hollandiae, explicata Chronico Iohannis de Beca canonici Vltrajectini ab anno nativitatis Christi usque ad annum 1345. Et Historia Guilhelmi Hedae praepositi Arnhemensis auctoris nunquam editi, completa appendice usque ad annum Christi 1574. — Ultraiecti: Ex officina Ioannis van Doorn, 1643. — pp. 1–205.
- De Kroniek van Johannes de Beka, haar bronnen en haar eerste Redactie, door Dr. Harry Pierre Coster. — Utrecht: A. Oosthoek, 1914. — xiv, 302 p.
- Chronographia Johannis de Beke. Uitgeg. door H. Bruch. — Gravenhage: Martinus Nijhoff, 1973. — ix, 384 p. — ISBN 9024715628.